# Pilkhoffer Mónika
Pilkhoffer Mónika (Pécs, 1973. szeptember 18. –) magyar művészettörténész, a Pécsi Tudományegyetem oktatója.

## Élete
A Pécsi Tudományegyetemen végezte történész egyetemi tanulmányait. 2003-ban szerezte meg PhD fokozatát, 2017-ben habilitált. A Pécsi Tudományegyetem oktatója, doktori témavezetéseket is tart.
Fő kutatási területe Pécs városának építészete. Több könyvet, kisebb tanulmányt, újságcikket jelentetett meg a témakörben.

## Művei

### Könyvek
- (Kovács Zoltánnal közös munka): Pécs, Alexandra Kiadó, Budapest, 1998, ISBN 963-368-210-X (Kolibri könyvek-sorozat)[4][5]
- Pécs építészete a századfordulón (1888–1907), Pro Pannónia Kiadói Alapítvány, 2004, ISBN 9639498327[6]
- Bányászat és építészet Pécsett a 19-20. században, Pannónia Könyvek, 2008[7]
- Pécsi enteriőrök, Kronosz, Pécs, 2012, ISBN 9786155181993[8]
- Lang Adolf építész munkássága, Terc Kft., Budapest, 2017, ISBN 9786155445453[9]

### Szerkesztett könyvek
- (szerk.) Régió vagy provincia? Pécs kulturális élete a hatvanas, hetvenes és nyolcvanas években / A 2005. június 6-7-én a Művészetek Házában megrendezett konferencia előadásainak anyaga, Művészetek Háza-Pécs Története Alapítvány, 2006, ISBN 963-87277-0-5[10]
- (szerk. Kaposi Zoltánnal közösen) A dualizmus kori Pécs történetéből, Kronosz Kiadó, 2019, ISBN 9786156027146[11]
- (szerk. Lengvári Istvánal, Vonyó Józseffel közösen) Az ember helye – a hely embere. Emberközpontú történetírás – helytörténeti kutatás. A helytörténetírás módszertani kérdései, Kronosz Kiadó, 2021, ISBN 9786156048394[12]

### Könyvrészletek
- Építők és építőmunkások a XIX-XX. század fordulóján Pécsett In: Mozaikok Pécs és Baranya gazdaságtörténetéből. Tanulmányok, Pécs-Baranyai Kereskedelmi és Iparkamara – Pro Pannonia Kiadói Alapítvány, Pécs, 2005, ISBN 963-9498-39-4 (Pannónia könyvek-sorozat)[13]
- Egy pécsi lakótelep. Uránváros kiépülése, In: Fischer Ferenc, Hegedüs Katalin, Rab Virág (szerk.) A történelem szálai: Tanulmánykötet Vonyó József 65. születésnapjára. Pécs: Idresearch Kft. – Publikon Kiadó, 2010. pp. 347-358.
- A Dunagőzhajózási Társaság pécsi kolóniáinak kiépülése a dualizmus korában In: Utcák, terek, épületek Pécsett, Baranya Megyei Levéltár, Pécs, 2010, ISBN 978-963-8100-60-3 (Baranyai Történelmi Közlemények-sorozat)[14]

### Szakcikkek
- Építők és építtetők a századfordulón. Adalékok Schlauch Imre munkásságához In: Pécsi Szemle 3. évfolyam, 2000. 2. szám.
- A pécsi Postapalota építéstörténete In: Pécsi Szemle